# Michel Derdevet
Michel Derdevet, né le 18 juillet 1960 à Béziers, est un dirigeant d'entreprise et essayiste français, spécialisé dans le domaine de l'énergie et des politiques européennes. Il est actuellement président du think tank Confrontations Europe et de la Maison de l'Europe de Paris.

## Parcours

### Formation
Michel Derdevet est diplômé de HEC Paris et titulaire d'un Diplôme d'études approfondies (DEA) en droit public de l'Université de Montpellier.

### Carrière professionnelle
Michel Derdevet commence sa carrière en 1983 en tant qu’assistant en droit public et sciences politiques à la faculté de droit de l’Université de Montpellier. Parallèlement, il occupe le poste de conseiller technique auprès de Gérard Saumade, président du Conseil général de l'Hérault.
Entre 1984 et 1986, il est chargé de mission au cabinet de Martin Malvy, secrétaire d'État chargé de l'Énergie. En avril 1986, il rejoint EDF, où il occupe successivement les fonctions de responsable du recrutement au sein de la direction des affaires générales, puis responsable des relations avec les élus à la direction générale dès 1988.
De 1992 à 1993, il est chef de cabinet de Martin Malvy, alors porte-parole du Gouvernement puis Ministre chargé du Budget. En 1997, il devient chef de cabinet de Christian Pierret, Ministre de l'Industrie, avant de réintégrer EDF en 1998 en tant que délégué général adjoint aux affaires communautaires.
De 2000 à 2012, Michel Derdevet est directeur de la communication et des affaires publiques, membre du comité exécutif de Réseau de Transport d'Électricité (RTE). En janvier 2013, il est nommé secrétaire général, membre du directoire d'Enedis,,, fonctions qu'il exerce jusqu'en novembre 2019.
En février 2015, il remet au Président de la République, François Hollande, un rapport intitulé « Énergie, l'Europe en réseaux », proposant douze mesures pour renforcer la politique énergétique européenne,,. En mai 2019, le Ministre de la Transition écologique et solidaire, François de Rugy, lui confie une mission d'analyse des modèles européens de transport et de distribution d'électricité,.
Après son départ d'Enedis, Michel Derdevet est nommé président du think tank Confrontations Europe en juillet 2019, organisation franco-européenne située à Paris et Bruxelles,. En novembre 2020, il devient senior advisor chez EY-Parthenon, la branche de conseil en stratégie du groupe EY,,.
Le 3 février 2021, il est élu président de la Maison de l'Europe de Paris. Il est également administrateur du Centre européen de musique, un organisme destiné à la promotion de la musique classique et de la culture européenne.
En octobre 2024, il est nommé vice-président exécutif, en charge de la communication, des affaires publiques et institutionnelles, de NAAREA (Nuclear Affordable Resourceful Energy for All), une start-up française développant un projet de micro-générateur nucléaire à neutrons rapides et sels fondus.

### Enseignement
Depuis 2006, Michel Derdevet est maître de conférences à l'Institut d'études politiques de Paris (Sciences Po) et, depuis 2011, professeur au Collège d’Europe à Bruges.

## Distinctions
- Chevalier de la Légion d’honneur
- Commandeur de l’Ordre national du Mérite

## Ouvrages
- Les réseaux électriques au cœur de la civilisation industrielle, ouvrage écrit en collaboration avec Christophe Bouneau et Jacques Percebois, Timée-Éditions, 2007[26]

- L’Europe en panne d’énergie, Éditions Descartes & Cie, 2009[27]

- L'avenir énergétique, cartes sur table, ouvrage écrit avec Jean-Marie Chevalier et Patrice Geoffron, Éditions Gallimard, 2012[28]

- L'énergie de l'avenir - France, Allemagne, Europe, ouvrage coécrit avec Andreas Görgen, Éditions All Contents, 2013

- La précarité énergétique, un chantier européen prioritaire, article coécrit avec Christophe Bouneau, publié dans la revue "Géoéconomie" en 2013 18

- Énergie, l'Europe en réseaux, rapport remis au Président de la République le 23 février 2015[29]

- New and ambitious or just more of the same?: The Energy Union at a crossroads, analyse copubliée, Delft University of Technology, 2016[30]

- Énergie, pour des réseaux électriques solidaires, ouvrage écrit avec Alain Beltran et Fabien Roques, Éditions Descartes&Cie, 2017

- Dans l'urgence climatique. Penser la transition énergétique, direction de l'ouvrage collectif réalisé par le Groupe d'Etudes Géopolitiques (GEG), Gallimard, 2022[31]

- 30 idées pour 2030 - (Re)construire une Europe démocratique, direction de l'ouvrage collectif réalisé par Confrontations Europe, Éditions Descartes&Cie, 2024[32]
- Énergie. Retrouver une ambition européenne, écrit avec Patrick Criqui et Carine Sebi, Éditions Descartes&Cie, 2024[33]